# Dystrykt Gulu
Dystrykt Gulu – dystrykt w północnej Ugandzie, którego siedzibą administracyjną jest miasto Gulu. W 2014 roku liczy 275,6 tys. mieszkańców.
Dystrykt Gulu graniczy z następującymi dystryktami: od północy z Lamwo, na wschodzie z Pader, na południu z Oyam, na południowym–zachodzie z Nwoya i na zachodzie z Amuru. 
Dystrykt zamieszkany jest głównie przez ludność Aczoli.